# Andre Rand
Andre Rand (nacido como Frank Rushan, 11 de marzo de 1944) es un estadounidense condenado por el secuestro de dos niños y presunto asesino en serie. Actualmente cumple una condena de 25 años en prisión a cadena perpetua, con posibilidad de libertad condicional hasta el año 2037. Fue el tema del documental de 2009 Cropsey, en el que se afirma que puede haber sido el origen de la leyenda de “Cropsey”.

## Biografía

### Primeros años
Rand nació como Frank Rushan, pero se desconoce el origen del nombre “Andre Rand”. Según su hermana menor en el documental Cropsey de 2009, ni ella ni Rand fueron abusados sexual o físicamente de pequeños. Su padre murió el 27 de marzo de 1958, cuando Rand tenía 14 años, mientras que su madre fue internada en el Centro Psiquiátrico Pilgrim, en Brentwood, Nueva York, donde ellos la visitaban de adolescentes.

### Escuela Estatal Willowbrook
A mediados de la década de 1960, Rand comenzó a trabajar como custodio, camillero y fisioterapeuta en la escuela estatal de Willowbrook.

### Primeros antecedentes criminales
Rand recogió a un grupo de 11 niños de la YMCA ubicada en Staten Island en un autobús escolar, les compró comida sin el consentimiento de ninguno de sus padres y los llevó al Aeropuerto Internacional Libertad de Newark, en Nueva Jersey. Ninguno de los niños fue lastimado en este episodio, pero Rand fue detenido y cumplió 10 meses de cárcel por apresamiento ilegal.

## Presuntas víctimas de Rand
En 1972, Alice Pereira, de 5 años, desapareció después de que su hermano la dejó sola por un momento; estaban jugando en el vestíbulo de un edificio en la isla. Algunos reportes sugieren que Alice pudo haber sido vista en uno de los parques, y Rand se volvió el sospechoso principal del caso debido a sus antecedentes criminales; sin embargo, nunca se volvió a ver a Alice.
En 1981, Holly Ann Hughes, de 7 años, no regresó a casa después de ir a la tienda con su amiga para comprar una barra de jabón. Andre Rand se acercó a Holly y su amiga, la subió a su Volkswagen y se marchó con ella; los padres de Holly denunciaron la desaparición y se inició una búsqueda. Varios testigos presenciales afirmaron haber visto a Hughes con Rand, siendo esa la última vez que se le vio. En 2004, Rand fue condenado por el secuestro de Holly Ann Hughes.
En 1983, la madre de Tiahese Jackson, de 11 años, denunció su desaparición después de que la envió a comprar comida y no regresó. Fue vista por última vez saliendo del Mariner’s Harbor Motel, en Staten Island, el 14 de agosto, 12 días después de que Rand salió de prisión. Rand fue interrogado, pero no se presentaron cargos.
En 1984 se denunció la desaparición de Hank Gafforio, residente de Staten Island, cuando no llegó a casa una noche. Gafforio era descrito como "lento" y tenía un coeficiente intelectual apenas superior a 70; tenía 22 años en el momento de su desaparición (según el documental "Cropsey", Gafforio tenía 21 años cuando fue presuntamente secuestrado por Rand). Testigos oculares declararon haber visto a Gafforio en una cafetería local con Rand a primera hora de la mañana, pero nunca se encontró su cuerpo.
En 1987, Jennifer Schweiger, de 12 años, nacida con síndrome de Down, fue denunciada como desaparecida el 9 de julio, aunque algunos testigos le vieron caminando con Rand. Su cuerpo fue encontrado bajo tierra luego de 35 días de búsqueda. George Kramer, bombero de Nueva York retirado, se encontraba examinando el área alrededor de la escuela estatal Willowbrook cuando un punto en particular llamó su atención; regresó al lugar con la policía, desenterraron un cuerpo de una tumba poco profunda y los restos fueron identificados positivamente como los de Schweiger. La policía registró la zona en busca de pruebas y encontró uno de los campamentos improvisados de Rand cerca de la tumba de Schweiger.

## Condenas
En 1988, Andre Rand fue acusado del secuestro y asesinato en primer grado de Jennifer Schweiger. El jurado de Staten Island no pudo llegar a un veredicto de culpabilidad sobre el cargo de asesinato, pero sí condenó a Rand por el de secuestro en primer grado. Él fue sentenciado a 25 años en prisión. De no haber sido condenado por un segundo secuestro, hubiera podido optar a la libertad condicional en 2008.
Según el documental “Cropsey”, algunas personas, junto con los detectives, conjeturaron que Rand podría haber estado involucrado en el satanismo y haber ofrecido a niños para ser sacrificados. También hubo personas que pensaron que Rand no estaba solo en la perpetración de sus crímenes, mientras que muchas más creyeron que estaba entregando a los niños a sus amigos en la red subterránea de indigentes y discapacitados mentales que viven en el sistema de túneles de la antigua escuela estatal de Willowbrook.
En 2004, Rand fue llevado nuevamente a juicio, esta vez acusado del secuestro de Holly Ann Hughes 23 años antes; en Nueva York no hay plazo de prescripción para secuestro en primer grado, lo que hizo posible esta acusación. Un jurado condenó a Rand por el secuestro en octubre de 2004, por lo que fue sentenciado a otra pena de 25 años en prisión a cadena perpetua. Podrá optar a la libertad condicional en 2037, cuando tenga 93 años.